# Eritrichium minimum
Eritrichium minimum là loài thực vật có hoa trong họ Mồ hôi. Loài này được (Brand) H.Hara mô tả khoa học đầu tiên năm 1976.